# Surface drone
Surface drone ist eine Reihe zivil genutzter Messroboter des Herstellers Müller-BBM.

## Einsatz

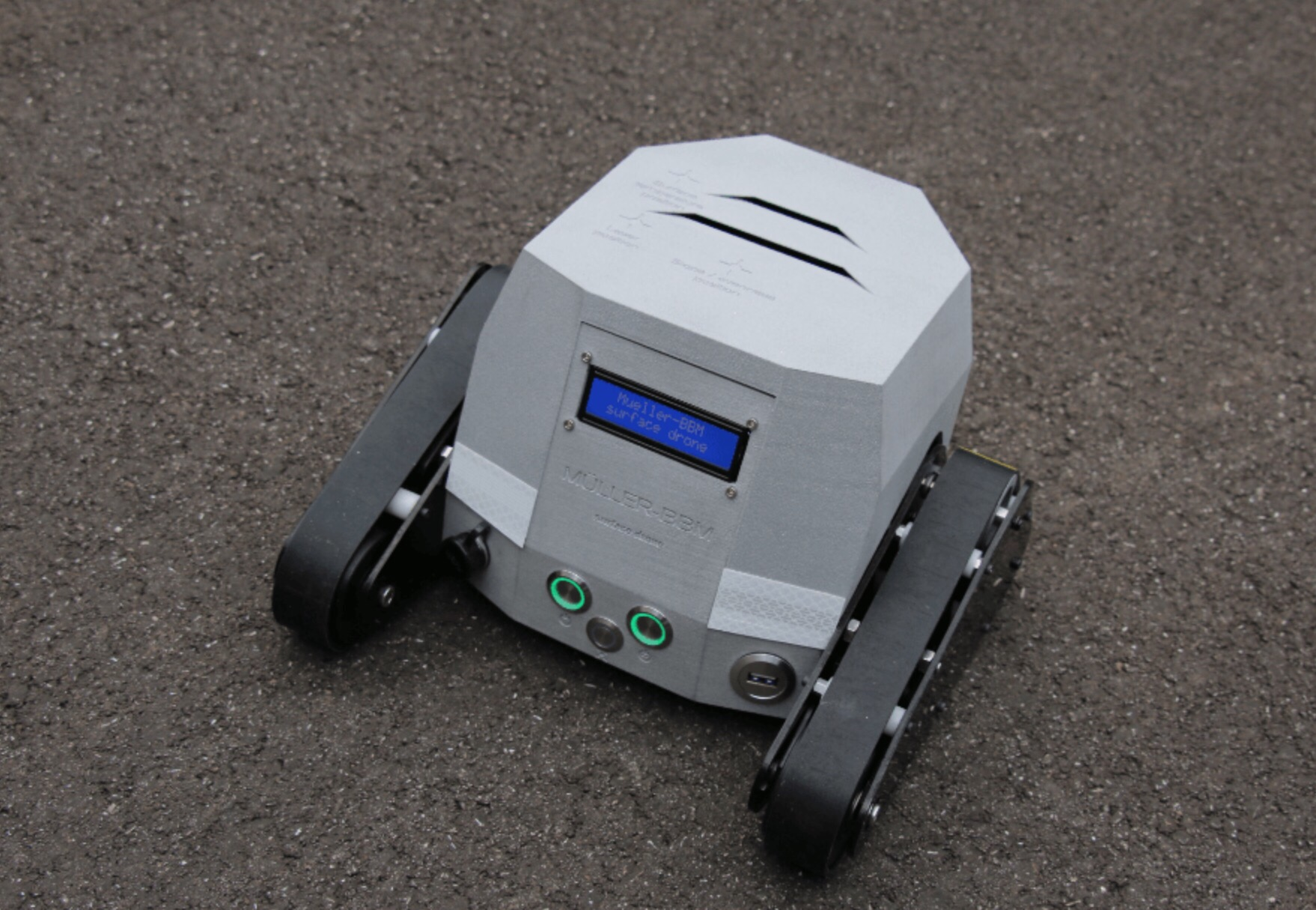
Surface drone auf Asphaltoberfläche. Ansicht von hinten.

Die Roboter erlauben es verschiedene physikalische Eigenschaften von Fahrbahnbelägen automatisiert zu messen und die gewonnenen Messdaten auszuwerten. Dazu erfassen die Roboter verschiedene Größen mit unterschiedlichen Sensoren während sie über die Oberfläche fahren.
Die Roboter bestimmen insbesondere die Oberflächenrauigkeit und die Längsebenheit, zwei relevante Charakteristika von Fahrbahnbelägen. Die Messung und Auswertung der Oberflächenrauigkeit, die hinsichtlich Reifen-Fahrbahn-Geräusch, Rollwiderstand und Nassgriffigkeit relevant ist, erfolgt unter anderem nach ISO 13473-1.
Die Roboter können sowohl beim Neueinbau von Fahrbahnbelägen (zur Qualitätssicherung) wie auch im Betrieb (zum Feststellen von Veränderungen durch den Verkehr) eingesetzt werden.
Die Roboter werden hauptsächlich von Baustoffprüflaboratorien und größeren Bauunternehmen sowie von Reifen- und Fahrzeugherstellern eingesetzt. Für letztere sind vor allem die Eigenschaften der Fahrbahnbeläge auf Prüfstrecken interessant. Die Messung der Längsebenheit mit dem Roboter hat nach Angabe des Herstellers bisher nur orientierenden Charakter und kann die normgemäße Messung, z. B. mit dem Planographen nicht ersetzen. Andere Rauigkeitsmesssysteme messen entweder punktuell bzw. stationär oder werden an Trägerfahrzeuge, meist Pkw, montiert. Im Vergleich dazu sind die surface drone Systeme einfacher in der Anwendung, sodass diese auch von Laien eingesetzt werden können und schneller einsatzbereit sind.

## Technik
Der kleine Roboter wiegt in den derzeit eingesetzten Varianten ca. 4 kg und fährt mit ca. 1 km/h. Das Fahrwerk der Roboter ist mit gummikettenähnlichen Riemen ausgeführt. Durch den besonderen Riemenantrieb soll die Auflagefläche zur Fahrbahn im Vergleich zu einem Fahrwerk mit Rädern vergrößert werden um einen Einfluss der Oberflächenrauigkeit auf die Höhentreue des Roboters zu minimieren. Die Riemen weisen keine Segmente auf und sind mit einer glatten äußeren Oberfläche ausgeführt – auch dies soll zu einem möglichst ruhigen, vibrationsarmen Fahrzustand beitragen. Die Sensoren (Laser-Triangulations-Sensor zur Rauigkeitmessung, Neigungssensor, GNSS-Sensor und optional Oberflächentemperatursensor) werden in einem Gehäuse untergebracht, das mittels selektivem Lasersintern hergestellt wird.
Die Bewegungssteuerung erfolgt mittels Fernsteuerung. Als Energiequelle ist ein Akkumulator fest verbaut mit dem ca. 3 Stunden kontinuierlicher Messbetrieb möglich sind.